# Коњска антилопа
Коњска антилопа (лат. Hippotragus equinus) је врста сисара из реда папкара (Artiodactyla) и породице шупљорожаца (Bovidae).

## Угроженост
Ова врста није угрожена, и наведена је као последња брига јер има широко распрострањење.

## Распрострањење
Ареал коњске антилопе обухвата већи број држава у Африци. Врста је присутна у Свазиленду (поново уведена), Судану, Мауританији, Малију, Нигеру, Нигерији, Камеруну, ДР Конгу, Мозамбику, Етиопији, Замбији, Зимбабвеу, Јужноафричкој Републици, Анголи, Кенији, Танзанији, Бенину, Боцвани, Буркини Фасо, Централноафричкој Републици, Чаду, Обали Слоноваче, Гани, Гвинеји Бисао, Малавију, Намибији, Руанди, Сенегалу, Тогу и Уганди.
Врста је изумрла у Бурундију и Еритреји. Могуће је да је изумрла у Гамбији.

## Станиште
Станишта врсте су саване и травна вегетација.